# Anomalie de Sprengel

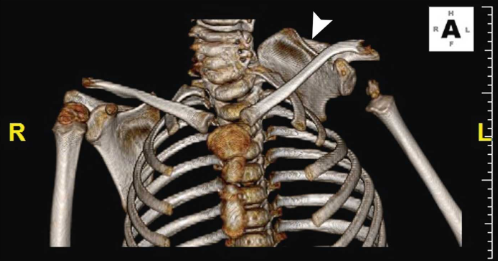
Reconstruction 3D d'un scanner montrant la fusion des vertèbres cervicales et la déformation de Sprengel.

L'anomalie de Sprengel est une malformation rare de la ceinture scapulaire. Le défaut de position de la scapula se complète de modifications anatomiques de la scapula, d'anomalies musculaires et vertébrales, qui en font une malformation régionale. Cette anomalie est nommée d'après Otto Sprengel. Elle est aussi appelée surélévation congénitale de la scapula, ou déformation de Sprengel.

## Articles liés
- Otto Sprengel